# Rousettus bidens
Rousettus bidens là một loài động vật có vú trong họ Dơi quạ, bộ Dơi. Loài này được Jentink mô tả năm 1879.

## Hình ảnh